# Fussballclub Zürich 2004-2005
Questa voce raccoglie le informazioni riguardanti il Fussballclub Zürich nelle competizioni ufficiali della stagione 2004-2005.

## Stagione
Nella stagione 2004-2005 il Zurigo, allenato da Lucien Favre, concluse il campionato di Super League al 5º posto. In Coppa Svizzera il Zurigo vinse la finale con il Lucerna.

## Rosa
| N. |                      | Ruolo | Calciatore       |
| -- | -------------------- | ----- | ---------------- |
| 1  | Svizzera (bandiera)  | P     | Davide Taini     |
| 2  | Argentina (bandiera) | D     | Diego Capria     |
| 3  | Svizzera (bandiera)  | D     | Alain Nef        |
| 5  | Svizzera (bandiera)  | D     | Remo Buess       |
| 5  | Svizzera (bandiera)  | C     | Xavier Margairaz |
| 6  | Svizzera (bandiera)  | C     | Blerim Džemaili  |
| 7  | Svizzera (bandiera)  | C     | Daniel Gygax     |
| 8  | Romania (bandiera)   | C     | Mihai Tararache  |
| 9  | Georgia (bandiera)   | A     | Lado Akhalaia    |
| 10 | Romania (bandiera)   | A     | Adrian Ilie      |
| 11 | Svizzera (bandiera)  | A     | Kresimir Stanic  |
| 12 | Argentina (bandiera) | C     | Sergio Bastida   |
| 13 | Svizzera (bandiera)  | D     | Florian Stahel   |
| 14 | Svizzera (bandiera)  | C     | Daniel Tarone    |

| N. |                       | Ruolo | Calciatore         |
| -- | --------------------- | ----- | ------------------ |
| 15 | Svizzera (bandiera)   | D     | Daniel Stucki      |
| 17 | Armenia (bandiera)    | C     | Art'owr Petrosyan  |
| 18 | Svizzera (bandiera)   | P     | Johnny Leoni       |
| 19 | Svizzera (bandiera)   | C     | Almen Abdi         |
| 20 | Brasile (bandiera)    | C     | Cesar              |
| 21 | Guinea (bandiera)     | A     | Alhassane Keita    |
| 22 | Svizzera (bandiera)   | C     | Francesco Di Jorio |
| 22 | Argentina (bandiera)  | A     | Francisco Guerrero |
| 23 | Svizzera (bandiera)   | C     | Michael Hohl       |
| 24 | Svizzera (bandiera)   | D     | Marc Schneider     |
| 25 | Romania (bandiera)    | D     | Iulian Filipescu   |
| 26 | Svizzera (bandiera)   | D     | Giuseppe Rapisarda |
|    | Portogallo (bandiera) | P     | Romeu Leite        |
|    | Brasile (bandiera)    | D     | Daniel Sahdo       |

## Organigramma societario
Area tecnica
- Allenatore: Lucien Favre
- Allenatore in seconda: Harry Gämperle
- Preparatore dei portieri:
- Preparatori atletici:

## Calciomercato

### Sessione estiva
| Acquisti | Acquisti           | Acquisti     | Acquisti |
| R.       | Nome               | da           | Modalità |
| -------- | ------------------ | ------------ | -------- |
| D        | Diego Capria       | San Lorenzo  |          |
| A        | Francisco Guerrero | Basilea      |          |
| C        | Michael Hohl       | Kriens       |          |
| A        | Adrian Ilie        | Beşiktaş     |          |
| C        | Mihai Tararache    | Grasshoppers |          |

| Cessioni | Cessioni       | Cessioni       | Cessioni |
| R.       | Nome           | a              | Modalità |
| -------- | -------------- | -------------- | -------- |
| C        | Sergio Bastida | Zurigo II      |          |
| C        | Tariq Chihab   | Grasshoppers   |          |
| D        | Ivan dal Santo | YF Juventus    |          |
| C        | Luca Iodice    | Winterthur     |          |
| C        | Adnan Jasari   | YF Juventus    |          |
| A        | André Muff     | Grasshoppers   |          |
| C        | Maxime Sanou   | Étoile Carouge |          |
| C        | Augustine Simo | Aarau          |          |

### Sessione invernale
| Acquisti | Acquisti         | Acquisti          | Acquisti |
| R.       | Nome             | da                | Modalità |
| -------- | ---------------- | ----------------- | -------- |
| C        | Xavier Margairaz | Neuchâtel Xamax   |          |
| A        | Lado Akhalaia    | Dinamo Tbilisi    |          |
| D        | Daniel Stucki    | Concordia Basilea |          |

| Cessioni | Cessioni     | Cessioni  | Cessioni |
| R.       | Nome         | a         | Modalità |
| -------- | ------------ | --------- | -------- |
| A        | Ursal Yasar  | Sciaffusa |          |
| D        | David Pallas | Thun      |          |

## Risultati

### Super League

#### Prima fase, girone di andata
| Arbitro: | Petignat |

|         |           |           |
| Muff 9’ | Marcatori | 11’ Gygax |

| Arbitro: | Circhetta |

|                               |           |            |
| Keita 12’ Cesar 22’ Gygax 77’ | Marcatori | 71’ Agouda |

| Arbitro: | Kever |

|         |           |  |
| Nef 16’ | Marcatori |  |

| Arbitro: | Nobs |

|                              |           |               |
| Giménez 16’ Chipperfield 48’ | Marcatori | 75’ Petrosyan |

| Arbitro: | Leuba |

|                      |           |                          |
| Petrosyan 34’ (rig.) | Marcatori | 22’, 78’ Bieli 81’ Dugic |

| Arbitro: | Wildhaber |

|                      |           |                   |
| Hassli 31’ Kader 74’ | Marcatori | 78’ (aut.) Yenemi |

| Arbitro: | Meier |

|                |           |          |
| Maraninchi 42’ | Marcatori | 41’ Ilie |

| Arbitro: | Circhetta |

|                      |           |                                        |
| Nef 10’ Di Jorio 28’ | Marcatori | 36’ Maksimović 58’ Häberli 81’ Carreño |

| Arbitro: | Salm |

|                         |           |           |
| Rodrigo 28’ Todisco 58’ | Marcatori | 81’ Cesar |

#### Prima fase, girone di ritorno
| Arbitro: | Etter |

|                     |           |  |
| Keita 32’ Cesar 80’ | Marcatori |  |

| Arbitro: | Wildhaber |

|              |           |                        |
| Pavlovic 88’ | Marcatori | 62’ Di Jorio 77’ Gygax |

| Arbitro: | Laperrière |

|  |           |              |
|  | Marcatori | 60’ Di Jorio |

| Zurigo 31 ottobre 2004, ore 16:15 CEST 13ª giornata | Zurigo | 0 – 0 referto | Basilea | Stadio Letzigrund (19 200 spett.)\| Arbitro: \| Rutz \| |
| Arbitro:                                            | Rutz   |               |         |                                                         |

| Arbitro: | Circhetta |

|                                           |           |          |
| Bieli 11’ Giallanza 26’ Stahel 62’ (aut.) | Marcatori | 74’ Ilie |

| Arbitro: | Bertolini |

|                     |           |                     |
| Tarone 16’ Ilie 72’ | Marcatori | 64’ (rig.) Moldovan |

| Arbitro: | Meier |

|            |           |                             |
| Stahel 32’ | Marcatori | 9’ Ielsch 83’ (aut.) Stahel |

| Arbitro: | Petignat |

|                           |           |                                   |
| Chapuisat 44’, 64’ (rig.) | Marcatori | 25’ Gygax 53’, 59’ Keita 83’ Ilie |

| Arbitro: | Leuba |

|           |           |                 |
| Keita 44’ | Marcatori | 39’ Truckenbrod |

#### Seconda fase, girone di andata
| Arbitro: | Nobs |

|                    |           |  |
| Margairaz 73’, 90’ | Marcatori |  |

| Arbitro: | Laperrière |

|                                                        |           |          |
| Lustrinelli 43’, 58’ (rig.) Gerber 69’ Gelson 74’, 88’ | Marcatori | 34’ Ilie |

| Arbitro: | Zimmermann |

|                                |           |                                       |
| Fejzulahi 10’ (rig.) Bieli 16’ | Marcatori | 60’ Gygax 72’ (aut.) Stöckli 85’ Ilie |

| Zurigo 6 marzo 2005, ore 16:00 CET 22ª giornata | Zurigo    | 0 – 0 referto | Neuchâtel Xamax | Stadio Letzigrund (4 800 spett.)\| Arbitro: \| Bertolini \| |
| Arbitro:                                        | Bertolini |               |                 |                                                             |

| Arbitro: | Wildhaber |

|  |           |                                                      |
|  | Marcatori | 14’, 21’ Neri 25’ (aut.) Nef 30’ Rochat 72’ Sermeter |

| 24ª giornata |  | – turno di riposo |  |  |

| Arbitro: | Salm |

|                                |           |                        |
| Margairaz 59’ Cesar 90’ (rig.) | Marcatori | 75’ Delgado 87’ Huggel |

| Arbitro: | Laperrière |

|                                             |           |                                                   |
| Lopez 1’, 81’ Hassli 64’ (rig.) Merenda 65’ | Marcatori | 23’ (rig.), 57’ Cesar 33’, 69’ Keita 42’ Džemaili |

| Arbitro: | Rogalla |

|          |           |              |
| Ilie 64’ | Marcatori | 56’ Mitreski |

#### Seconda fase, girone di ritorno
| Arbitro: | Bertolini |

|             |           |          |
| Eduardo 78’ | Marcatori | 8’ Keita |

| Arbitro: | Wildhaber |

|  |           |                         |
|  | Marcatori | 29’ Sutter 75’ Pavlovic |

| Arbitro: | Busacca |

|                                |           |                        |
| Giménez 54’, 60’ Smiljanić 74’ | Marcatori | 3’ Margairaz 31’ Gygax |

| 31ª giornata |  | – turno di riposo |  |  |

| Arbitro: | Kever |

|          |           |                  |
| Neri 20’ | Marcatori | 23’ (rig.) Cesar |

| Arbitro: | Bertolini |

|                        |           |            |
| Santos 38’ (rig.), 61’ | Marcatori | 91’ Tarone |

| Arbitro: | Salm |

|                                                           |           |                             |
| Di Jorio 16’, 70’ Keita 24’, 87’ Margairaz 28’ Tarone 44’ | Marcatori | 3’, 91’ Raimondi 34’ Gelson |

| Arbitro: | Etter |

|          |           |                        |
| Titi 24’ | Marcatori | 48’ Gygax 50’ Di Jorio |

| Arbitro: | Wildhaber |

|                            |           |  |
| Cesar 90’ (rig.) Keita 90’ | Marcatori |  |

### Coppa Svizzera
| 17 settembre 2004, ore 19:30 CEST Primo turno | Kickers Lucerna | 1 – 4 | Zurigo |  |

| 24 ottobre 2004, ore 14:30 CEST Secondo turno | Herisau | 2 – 7 | Zurigo |  |

| 21 novembre 2004, ore 14:30 CET Ottavi di finale | Neuchâtel Xamax | 0 – 2 | Zurigo |  |

| 13 febbraio 2005, ore 14:30 CET Quarti di finale | Bellinzona | 0 – 2 | Zurigo |  |

| 20 aprile 2005, ore 20:15 CEST Semifinale | Zurigo | 3 – 1 | Young Boys |  |

| Arbitro: | Busacca |

|                                       |           |              |
| Schneider 39’ Keita 62’ Tararache 74’ | Marcatori | 87’ Andreoli |

## Statistiche

### Statistiche di squadra
| Competizione   | Punti | In casa | In casa | In casa | In casa | In casa | In casa | In trasferta | In trasferta | In trasferta | In trasferta | In trasferta | In trasferta | Totale | Totale | Totale | Totale | Totale | Totale | DR  |
| Competizione   | Punti | G       | V       | N       | P       | Gf      | Gs      | G            | V            | N            | P            | Gf           | Gs           | G      | V      | N      | P      | Gf     | Gs     | DR  |
| -------------- | ----- | ------- | ------- | ------- | ------- | ------- | ------- | ------------ | ------------ | ------------ | ------------ | ------------ | ------------ | ------ | ------ | ------ | ------ | ------ | ------ | --- |
| Super League   | 48    | 17      | 7       | 5       | 5       | 26      | 24      | 17           | 6            | 4            | 7            | 29           | 33           | 34     | 13     | 9      | 12     | 55     | 57     | -2  |
| Coppa Svizzera | -     | 2       | 2       | 0       | 0       | 6       | 2       | 4            | 4            | 0            | 0            | 15           | 3            | 6      | 6      | 0      | 0      | 21     | 5      | +16 |
| Totale         | 48    | 19      | 9       | 5       | 5       | 32      | 26      | 21           | 10           | 4            | 7            | 44           | 36           | 40     | 19     | 9      | 12     | 76     | 62     | +14 |

### Andamento in campionato
| Giornata  | 1 | 2 | 3 | 4 | 5 | 6 | 7 | 8 | 9 | 10 | 11 | 12 | 13 | 14 | 15 | 16 | 17 | 18 | 19 | 20 | 21 | 22 | 23 | 24 | 25 | 26 | 27 | 28 | 29 | 30 | 31 | 32 | 33 | 34 | 35 | 36 |
| --------- | - | - | - | - | - | - | - | - | - | -- | -- | -- | -- | -- | -- | -- | -- | -- | -- | -- | -- | -- | -- | -- | -- | -- | -- | -- | -- | -- | -- | -- | -- | -- | -- | -- |
| Luogo     | T | C | C | T | C | T | T | C | T | C  | T  | T  | C  | T  | C  | C  | T  | C  | C  | T  | T  | C  | C  |    | C  | T  | C  | T  | C  | T  |    | T  | T  | C  | T  | C  |
| Risultato | N | V | V | P | P | P | N | P | P | V  | V  | V  | N  | P  | V  | P  | V  | N  | V  | P  | V  | N  | P  |    | N  | V  | N  | N  | P  | P  |    | N  | P  | V  | V  | V  |
| Posizione | 5 | 4 | 2 | 3 | 5 | 6 | 6 | 7 | 8 | 7  | 6  | 4  | 5  | 6  | 5  | 6  | 4  | 4  | 4  | 4  | 4  | 4  | 5  | 5  | 5  | 4  | 3  | 3  | 4  | 4  | 5  | 5  | 5  | 5  | 5  | 5  |

Legenda:

Luogo: C = Casa; T = Trasferta. Risultato: V = Vittoria; N = Pareggio; P = Sconfitta.

### Statistiche dei giocatori
| Giocatore    | Super League | Super League | Super League | Super League | Coppa Svizzera | Coppa Svizzera | Coppa Svizzera | Coppa Svizzera | Totale   | Totale | Totale      | Totale     |
| Giocatore    | Presenze     | Reti         | Ammonizioni  | Espulsioni   | Presenze       | Reti           | Ammonizioni    | Espulsioni     | Presenze | Reti   | Ammonizioni | Espulsioni |
| ------------ | ------------ | ------------ | ------------ | ------------ | -------------- | -------------- | -------------- | -------------- | -------- | ------ | ----------- | ---------- |
| A. Abdi      | 9            | 0            | 0            | 0            | 0              | 0              | 0              | 0              | 9        | 0      | 0           | 0          |
| L. Akhalaia  | 5            | 0            | 0            | 0            | 0              | 0              | 0              | 0              | 5        | 0      | 0           | 0          |
| S. Bastida   | 1            | 0            | 0            | 0            | 0              | 0              | 0              | 0              | 1        | 0      | 0           | 0          |
| R. Buess     | 4            | 0            | 0            | 1            | 0              | 0              | 0              | 0              | 4        | 0      | 0           | 1          |
| D. Capria    | 11           | 0            | 2            | 0            | 0              | 0              | 0              | 0              | 11       | 0      | 2           | 0          |
| C. Cesar     | 30           | 8            | 4            | 1            | 1              | 0              | 1              | 0              | 31       | 8      | 5           | 1          |
| F. Di Jorio  | 31           | 6            | 6            | 0            | 1              | 0              | 0              | 0              | 32       | 6      | 6           | 0          |
| B. Džemaili  | 26           | 1            | 6            | 0            | 1              | 0              | 0              | 0              | 27       | 1      | 6           | 0          |
| I. Filipescu | 21           | 0            | 7            | 0            | 1              | 0              | 0              | 0              | 22       | 0      | 7           | 0          |
| F. Guerrero  | 16           | 0            | 1            | 0            | 0              | 0              | 0              | 0              | 16       | 0      | 1           | 0          |
| D. Gygax     | 30           | 7            | 5            | 0            | 1              | 0              | 0              | 0              | 31       | 7      | 5           | 0          |
| M. Hohl      | 0            | 0            | 0            | 0            | 0              | 0              | 0              | 0              | 0        | 0      | 0           | 0          |
| A. Ilie      | 23           | 7            | 4            | 0            | 1              | 0              | 0              | 0              | 24       | 7      | 4           | 0          |
| A. Keita     | 30           | 11           | 3            | 1            | 1              | 1              | 0              | 0              | 31       | 12     | 3           | 1          |
| R. Leite     | 0            | 0            | 0            | 0            | 0              | 0              | 0              | 0              | 0        | 0      | 0           | 0          |
| J. Leoni     | 8            | 0            | 0            | 0            | 0              | 0              | 0              | 0              | 8        | 0      | 0           | 0          |
| X. Margairaz | 16           | 5            | 1            | 0            | 1              | 0              | 0              | 0              | 17       | 5      | 1           | 0          |
| A. Nef       | 28           | 2            | 10           | 1            | 1              | 0              | 0              | 0              | 29       | 2      | 10          | 1          |
| D. Pallas    | 8            | 0            | 1            | 2            | 0              | 0              | 0              | 0              | 8        | 0      | 1           | 2          |
| A. Petrosyan | 13           | 2            | 3            | 0            | 0              | 0              | 0              | 0              | 13       | 2      | 3           | 0          |
| G. Rapisarda | 3            | 0            | 1            | 0            | 0              | 0              | 0              | 0              | 3        | 0      | 1           | 0          |
| D. Sahdo     | 0            | 0            | 0            | 0            | 0              | 0              | 0              | 0              | 0        | 0      | 0           | 0          |
| M. Schneider | 29           | 0            | 4            | 0            | 1              | 1              | 0              | 0              | 30       | 1      | 4           | 0          |
| F. Stahel    | 21           | 1            | 2            | 0            | 1              | 0              | 0              | 0              | 22       | 1      | 2           | 0          |
| K. Stanic    | 0            | 0            | 0            | 0            | 0              | 0              | 0              | 0              | 0        | 0      | 0           | 0          |
| D. Stucki    | 5            | 0            | 0            | 0            | 0              | 0              | 0              | 0              | 5        | 0      | 0           | 0          |
| D. Taini     | 28           | 0            | 2            | 0            | 1              | 0              | 0              | 0              | 29       | 0      | 2           | 0          |
| M. Tararache | 29           | 0            | 10           | 0            | 1              | 1              | 1              | 0              | 30       | 1      | 11          | 0          |
| D. Tarone    | 28           | 3            | 2            | 1            | 1              | 0              | 0              | 0              | 29       | 3      | 2           | 1          |
| U. Yasar     | 5            | 0            | 1            | 0            | 0              | 0              | 0              | 0              | 5        | 0      | 1           | 0          |